# 붕괴 (비디오 게임 시리즈)
| 2011      | FlyMe2theMoon   |
| 2012      | Houkai Gakuen   |
| 2013      |                 |
| 2014      | Houkai Gakuen 2 |
| 2015      |                 |
| 2016      | 붕괴3rd         |
| 2017–2022 |                 |
| 2023      | 붕괴: 스타레일  |

붕괴 또는 혼카이(崩壊)는 miHoYo가 개발한 비디오 게임 시리즈이다. 중국 본토에서는 miHoYo가, 전 세계적으로는 Cognosphere, d/b/a HoYoverse에서 배급했다. 시리즈의 첫 번째 작품인 FlyMe2theMoon은 2011년에 출시된 iOS용 유료 모바일 게임으로 5명으로 구성된 "miHoYo studio" 스타트업 팀에 의해 개발되었지만, 붕괴 시리즈의 첫 번째 작품은 2012년에 출시된 호우카이 가쿠겐(Houkai Gakuen)이었다. 이 시리즈는 이후 여러 게임을 더 선보였으며 가장 최근의 주요 작품은 2023년 붕괴: 스타레일이다.
붕괴 시리즈는 "상상의 나무"라는 다중 우주를 배경으로 하며 키아나, 메이, 브로냐와 같은 캐릭터의 모험을 따라간다. 이 시리즈에는 키아나와 같은 반복되는 캐릭터가 등장하지만, 각 편은 서로 다른 배경과 캐릭터 설정을 갖고 있으며 절대적인 연결성 없이 동일한 다중우주의 서로 다른 우주에서 일어나는 이야기로 간주될 수 있다. 이 시리즈는 주로 "종말에 대한 반역과 세계 구출"이라는 주제를 중심으로 전개되며 "혼카이" 재해를 핵심 설정으로 삼고 있다.
호우카이 가쿠엔 2부터 데이비드 장(David Jiang)은 붕괴 시리즈의 프로듀서를 역임했다.